# Melinda Szikora
Melinda Szikora (* 19. November 1988 in Kiskunfélegyháza, Ungarn) ist eine ungarische Handballspielerin, die für den französischen Erstligisten Chambray Touraine Handball aufläuft.

## Karriere

### Im Verein
Szikora erlernte die Grundlagen des Handballs in der Grundschule. Anfangs war sie Feldspielerin. In der achten Klasse musste sie aufgrund einer Knieverletzung ein Jahr pausieren. In ihrem Abiturjahr wechselte sie ins Tor. In der Saison 2006/07 stand sie erstmals für Kiskunhalas NKSE in der höchsten ungarischen Spielklasse zwischen den Pfosten. Im Jahr 2008 wechselte sie zum Ligakonkurrenten Fehérvár KC. In der ersten Saisonhälfte 2008/09 besaß Szikora ein Zweifachspielrecht für Tököl KSK, für den sie fünf Spiele in der zweithöchsten ungarischen Spielklasse absolvierte. Für Fehérvár KC absolvierte sie ihre ersten Spiele im Europapokal. Im Sommer 2013 schloss sie sich Ferencváros Budapest an. Mit Ferencváros gewann sie 2015 die ungarische Meisterschaft sowie 2016 den ungarischen Pokal. Ab dem Sommer 2019 stand sie bei Siófok KC unter Vertrag. Mit Siófok scheiterte sie im Finale der EHF European League 2020/21 an Nantes Atlantique Handball. Im Sommer 2021 schloss sie sich dem deutschen Bundesligisten SG BBM Bietigheim an. Mit Bietigheim gewann sie 2021, 2022 und 2023 den DHB-Supercup, 2022, 2023 und 2024 die deutsche Meisterschaft, 2022 die EHF European League sowie 2022 und 2023 den DHB-Pokal. Im Sommer 2024 wechselte sie zum französischen Erstligisten Chambray Touraine Handball. Ab der Saison 2025/26 wird sie beim deutschen Bundesligisten Borussia Dortmund unter Vertrag stehen.

### In Auswahlmannschaften
Szikora lief bislang 42 mal für die ungarische Nationalmannschaft auf. Mit der ungarischen Auswahl nahm sie an der Europameisterschaft 2020 teil. Im Turnierverlauf parierte sie drei von acht Siebenmeter. Mit der ungarischen Auswahl nahm sie an den Olympischen Spielen in Tokio teil. Weiterhin nahm sie an der Europameisterschaft 2022 teil.